# Cayetano Coll y Toste
Cayetano Coll y Toste (Arecibo, Puerto Rico, 30 de novembre de 1850 – Madrid, Espanya, 19 de novembre de 1930), va ser un metge, historiador i escriptor porto-riqueny.
El 1863 va ingressar al Seminari de la universitat dels jesuïtes a San Juan a on es va graduar amb una llicenciatura en Filosofia en 1868. En 1872, Coll i Toste va anar a Barcelona i es va inscriure en la Facultat de Medicina de la Universitat de Barcelona on es va graduar com a Doctor en Medicina i Cirurgia.
El 1874, Coll i Toste va tornar a Puerto Rico, on va establir la seva pròpia pràctica mèdica a Arecibo. El 1891, va ser nomenat director de l'Hospital Catòlic d'Arecibo. Va desenvolupar un interès per la literatura i s'interessà en la investigació de la història de Puerto Rico. Va ser el fundador i director d'una publicació anomenada "El Ramillete" i va col·laborar amb la Revista Puertoriqueña, La Semana Política i Plumas Amigas.

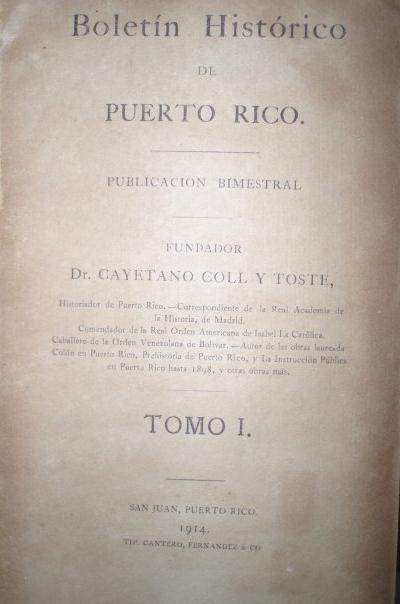
Primer volum del Boletín Histórico de Puerto Rico

En 1897, un any abans de la guerra hispano-estatunidenca, Coll i Toste va ser Sub-Secretari d'Agricultura i Comerç i va ser nomenat governador regional del nord de Puerto Rico per la Corona espanyola. Després de la guerra, Coll i Toste va ser nomenat Secretari Civil i en 1900 Comissionat de l'Interior pel General George Whitefield Davis, el governador militar nomenat pels Estats Units. Va ocupar el càrrec de secretari del Govern i també va esdevenir un delegat a la Cambra de Representants de Puerto Rico. En 1913 Coll i Toste va ser nomenat Historiador Oficial de Puerto Rico, precedit de Salvador Brau. Entre altres càrrecs civils Coll i Toste fou el president de l'Academia d'Història de Portoriquenya i de l'Ateneu Porto-riqueny.
Va escriure les següents obres:
- El Boletin Historico de Puerto Rico
- Cronicas de Arecibo
- Leyendas y Tradiciones Puertorriqueñas

La seva investigació sobre la història de Puerto Rico es remunta des de l'època dels taínos fins a 1927. Una de les seves obres, El Vocabulario indo-antillana, ajuda a comprendre la forma de vida dels taínos.
Coll i Toste es va casar amb Adela, filla de José Cuchí y Arnau que fou alcalde d'Arecibo. Van tenir sis fills, entre ells José Coll i Cuchí, que va fundar el Partit Nacionalista de Puerto Rico i Cayetano Coll y Cuchí, que fou el president de la Cambra de Representants de Puerto Rico.
Espanya va atorgar a Coll i Toste el títol de Cavaller de la Real Ordre Americana d'Isabel la Catòlica i el Govern de Veneçuela l'honrà amb el títol de Cavaller de l'Ordre de Bolívar. Cayetano Coll y Toste morir el 19 de novembre de 1930 a Madrid. La seva neta, Isabel Coll Cuchí, escriptora i directora de la Societat d'Autors Porto-riquenys, va publicar la seva obra "Història de l'Esclavitud a Puerto Rico (Informació i Documents)" el 1972.
Puerto Rico ha honrat la seva memòria nomenant molts edificis públics i una avinguda. El govern va nomenar l'hospital regional públic d'Arecibo com a Hospital Regional Cayetano Coll y Toste.